# Corredor Verde Oliver-Valdefierro
El Corredor Verde Oliver-Valdefierro es un corredor o anillo verde que se configura con los espacios verdes, en este caso del Canal Imperial de Aragón. Este anillo cierra la conexión norte-sur al oeste del Anillo Verde de Zaragoza.

## Resumen

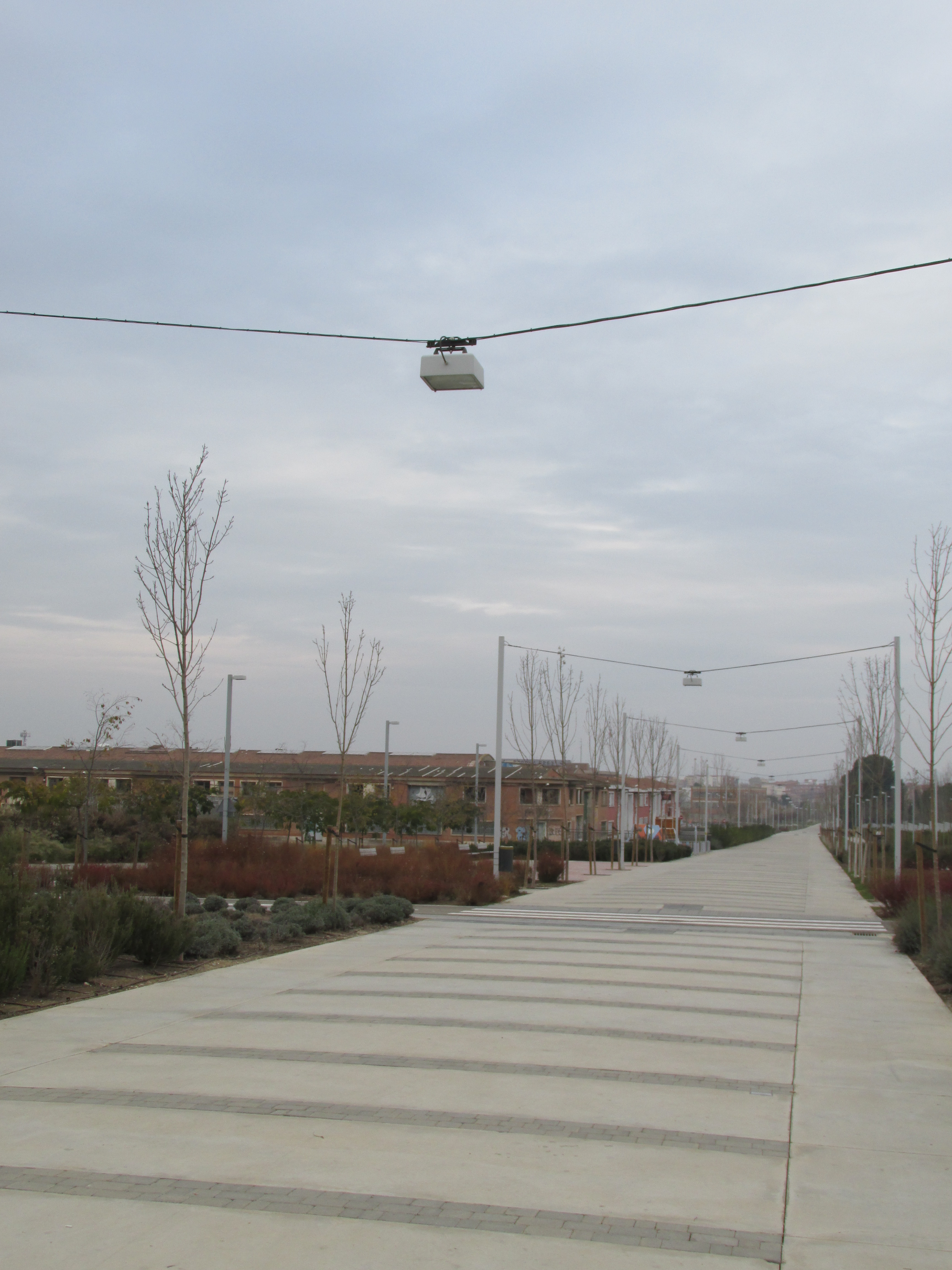
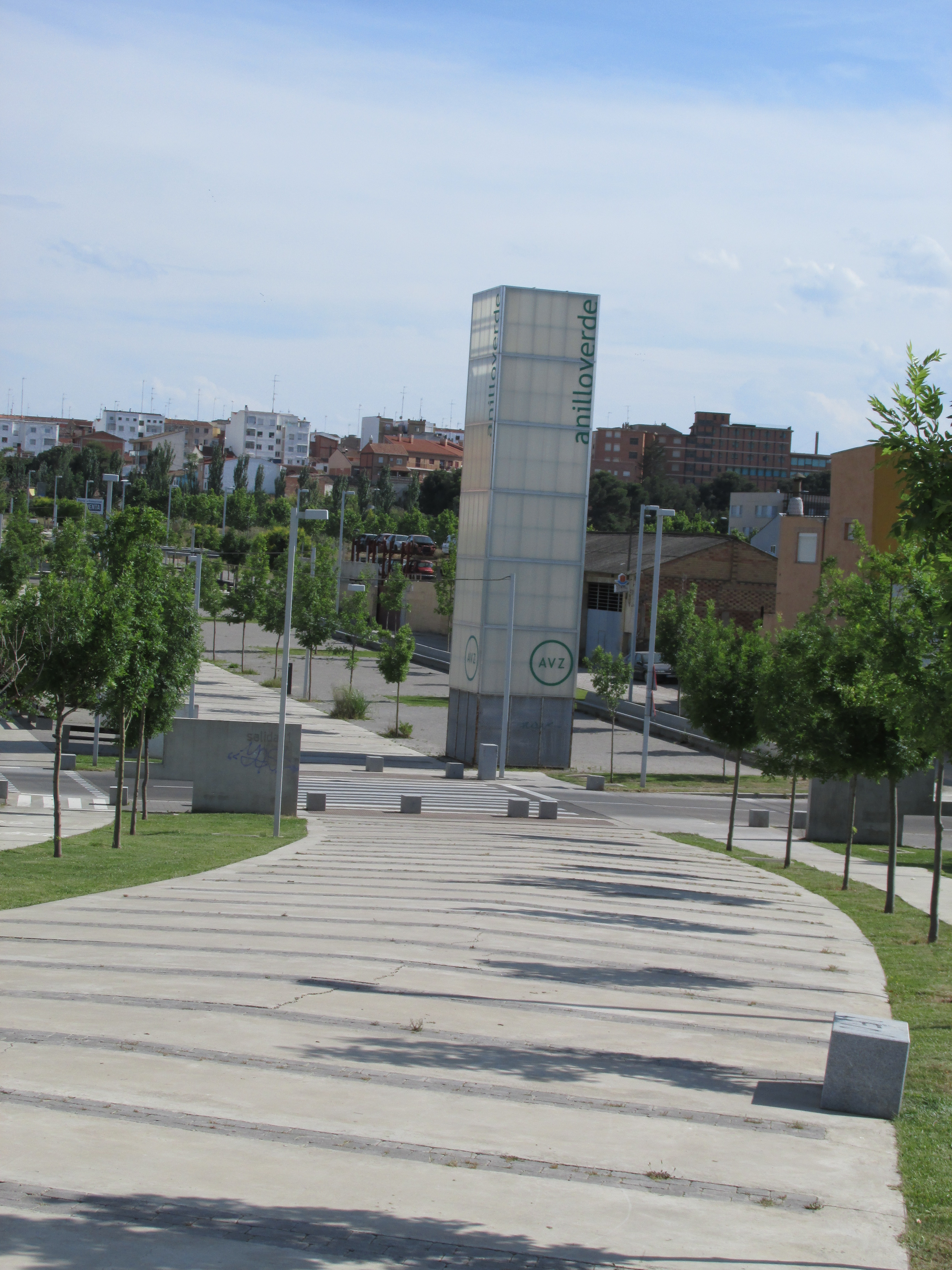
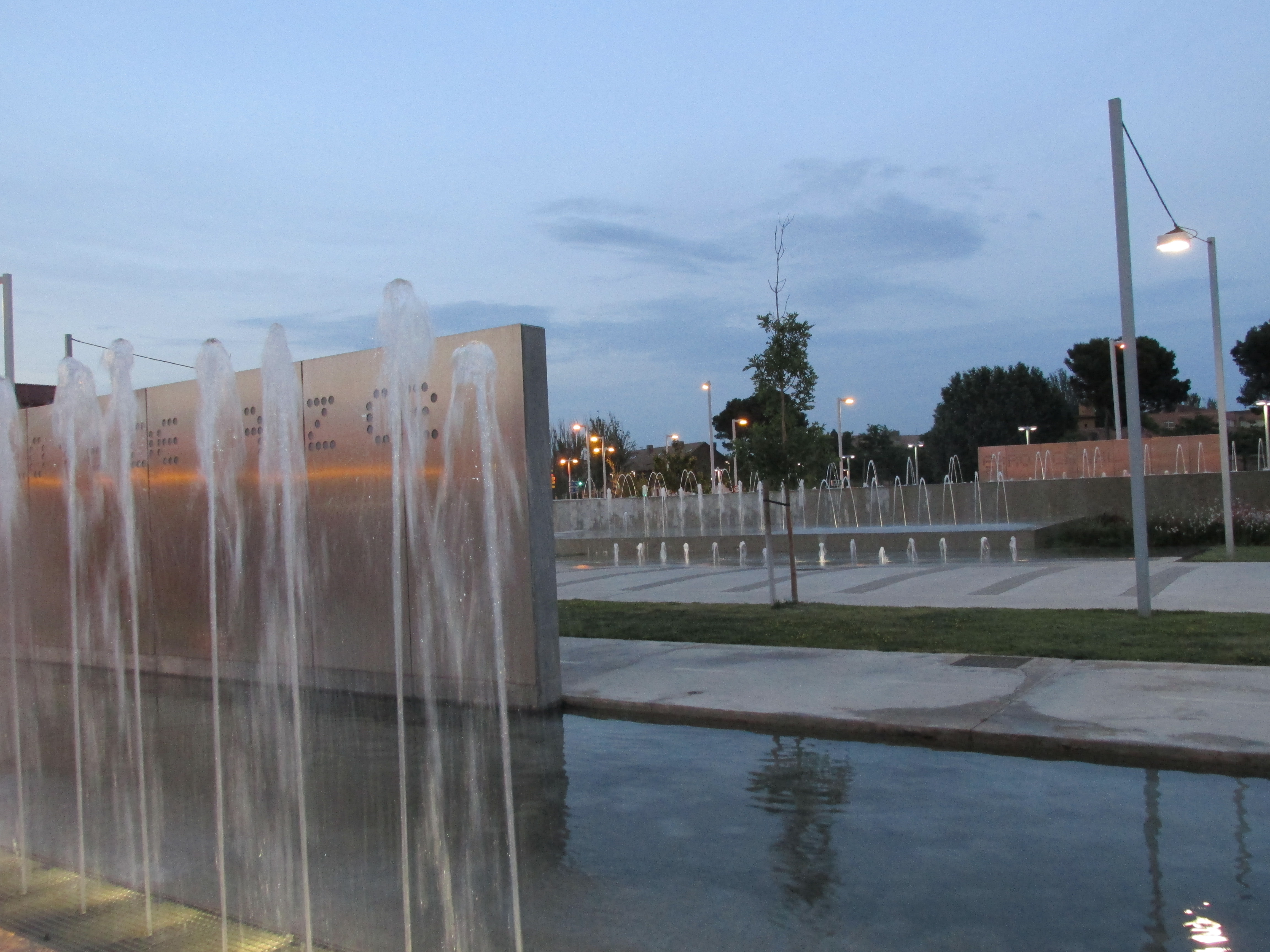

El proyecto del corredor verde Oliver-Valdefierro se planteó para la transformación del antiguo trazado del ferrocarril a Teruel, llamado este ramal Caminreal (dicho ramal se inauguró en el año 1933 y estuvo en servicio hasta el año 2003). Durante su funcionamiento
 El 9 de noviembre de 2012, el alcalde de la ciudad, Juan Alberto Belloch, inauguró

http://www.aragondigital.es/noticia.asp?notid=90359&secid=4